# Georg Friedrich von Steinberg
Georg Friedrich von Steinberg  (* 11. August 1727 in Osnabrück; † 7. Juni 1765 in Wien) war hannoverischer Minister; Geheimrat und  Gesandter in Wien.
1746 nahm er teil an der Einweihung der Freimaurerloge Friedrich zum weissen Pferde. Seine Eltern waren Ernst von Steinberg und Maria Luise von Wendt.

## Ehen und Nachkommen
- ⚭ 1.) am 1. November 1748 in Hannover mit Dorothea Friederike Wilhelmine von dem Bussche (* 16. Juni 1728 in Hoya; † 7. November 1753 in Hannover)
  - Friederike Amalie von Steinberg (* 21. Januar 1750 in Hannover; † 17. März 1773 in Celle) ⚭ 1768 Graf Levin August von Bennigsen
  - Wilhelmine Louise von Steinberg (* 12. April 1752; † 15. November 1831) ⚭ 1774 Philipp Clamor von dem Bussche gen. Münch (* 1728; † 1808)

- ⚭ 2.) am 22. März/November 1755 in Osnabrück mit Gräfin Sophie Sabine Christine von Platen-Hallermund (* 19. Juni 1734; † 7. November 1758), Tochter des Georg Ludwig von Platen-Hallermund (* 1704; † 1772)
  - Melusine Sophie von Steinberg (* 26. April 1756 in Wien; † 7. März 1818) ⚭ 1782 Graf Friedrich Ludwig von Hardenberg (* 1756; † 1818)
  - Louise Sabine von Steinberg (* 14. Februar 1757; † 14. August 1805) ⚭ 1773 Friedrich August von dem Bussche-Lohe (* 1747; † 1806)